# Kultur & Gespenster
Kultur & Gespenster ist eine deutsche Kulturzeitschrift. Seit 2006 wird sie herausgegeben von Jan-Frederik Bandel, Gustav Mechlenburg, Nora Sdun und Christoph Steinegger. Sie entstand aus der von Gustav Mechlenburg betriebenen Website „textem.de“ und wird im Textem Verlag veröffentlicht (der unter anderem Essays, Künstlerbücher und literarische Titel publiziert). „Daraus entwickelte sich dann ein Netzwerk.“ Dem organischen Entstehen der Publikation entspricht das etwas unklare Profil. Es werden alle Bereiche der Kultur, auch der populären Kultur (zum Beispiel Comics), behandelt. Dabei werden gerne auch überraschende Verbindungen zwischen sehr verschiedenen Kulturbereichen entdeckt (oder gestiftet).
Kultur & Gespenster erscheint unregelmäßig; bisher (Stand 2021) sind 21, jeweils einem Schwerpunktthema gewidmete, Ausgaben erschienen (zuletzt: „Archive und Depots“, „Unter dem Radar“, „Medienzeit“, „No Balance“, „Ding Ding Ding“, „SOS Fantômes“, „Ghostbusters“). Das Erscheinen wurde 2007 für vier Ausgaben durch den Deutschen Literaturfonds gefördert. 2010 erhielt die Zeitschrift bei den LeadAwards die Auszeichnung Silber in den Kategorien „Newcomermagazin des Jahres“, „Feature des Jahres“ und „Visualleader des Jahres“ (Christoph Steinegger für die Gestaltung unter anderem von Kultur & Gespenster).